# Goryphus contractus
Goryphus contractus är en stekelart som först beskrevs av Tosquinet 1896.  Goryphus contractus ingår i släktet Goryphus och familjen brokparasitsteklar. Inga underarter finns listade i Catalogue of Life.